# Stefan Maierhofer
Stefan „Major“ Maierhofer (* 16. August 1982 in Gablitz) ist ein österreichischer Fußballtrainer, ehemaliger Fußballspieler und aktiver American-Football-Spieler.

## Karriere im Fußball

### Vereine
Vom achten bis 14. Lebensjahr spielte Maierhofer für den an seinem Geburtsort ansässigen SV Gablitz und bis zum 20. Lebensjahr beim FC Tulln, für den er nach seiner Jugendzeit eine Saison lang in der 1. Landesliga zum Einsatz kam. Zur Saison 2002/03 wechselte er zum Regionalligisten First Vienna FC, dem ältesten Fußballverein Österreichs, den er nach einer Spielzeit wieder verließ. Beim Landesligisten SV Langenrohr avancierte der gelernte Koch zum Leistungsträger und erzielte in zwei Viertliga-Spielzeiten 26 Tore.
Zur Saison 2005/06 wechselte er nach Deutschland zum FC Bayern München. In dessen zweiter Mannschaft war er Mannschaftskapitän und erzielte 21 Tore in 42 Spielen. Nach der Nominierung für das Trainingslager der Profimannschaft vor Saisonbeginn 2006/07 kam er im Herbst 2006 zu zwei Kurzeinsätzen in der Bundesliga. Damit gehört er gemeinsam mit Jan Koller und Stefan Brasas zu den Bundesligaspielern, die mit 202 cm die größte Körpergröße aufweisen.
Noch vor Ablauf der Saison 2006/07 verließ er die zweite Mannschaft der Bayern und erhielt ab 1. Februar 2007 die Spielberechtigung für den Zweitligisten TuS Koblenz. In der Folgesaison spielte er bis 7. Jänner 2008 nur zehnmal für den Ligakonkurrenten SpVgg Greuther Fürth, bevor er nach Österreich zurückkehrte.
Mit Einwechslung in der 57. Minute für Mario Bazina am 16. Februar 2008 (24. Spieltag) debütierte er für den Bundesligisten SK Rapid Wien, der beim SK Austria Kärnten mit 2:0 gewann. Sein erstes Tor erzielte er am 2. März 2008 (27. Spieltag) beim 2:0-Sieg im Auswärtsspiel beim SK Sturm Graz. Am Ende der Saison, in der er in elf Spielen sieben Tore erzielte, gewann er mit der Mannschaft den Meistertitel. In der Folgesaison wurde er mit 35 Einsätzen und 23 erzielten Treffern Zweiter der Meisterschaft.
Nach nur drei absolvierten Spielen zu Beginn der Saison 2009/10 wechselte Maierhofer nach England zum Erstliga-Aufsteiger Wolverhampton Wanderers, für den er in seinem ersten Spiel am 12. September 2009 (5. Spieltag) bei der 1:3-Niederlage bei den Blackburn Rovers das einzige Tor erzielte. Im März 2010 wechselte Maierhofer leihweise für einen Monat zum englischen Zweitligisten Bristol City, für den er dreimal zum Einsatz kam. Am 3. April 2010 (33. Spieltag) übernahm er beim 1:1 im Spiel gegen Nottingham Forest – in der 82. Minute eingewechselt – den Part des verletzten Torhüters, da bereits drei Feldspieler eingewechselt worden waren. Da sich der Zweitligist gegen die Verlängerung der Ausleihe entschieden hatte, kehrte Maierhofer nach seinem letzten Spiel am 10. April 2010 (34. Spieltag) beim 1:0-Sieg über Swansea City nach Wolverhampton zurück.
Für die Spielzeit 2010/11 wurde er im August 2010 an den deutschen Zweitligisten MSV Duisburg ausgeliehen und kam am 22. des Monats (1. Spieltag) beim 3:1-Sieg im Auswärtsspiel gegen den VfL Osnabrück zu seinem ersten Einsatz. Beim 4:1-Sieg im Heimspiel gegen den FC Ingolstadt 04 am 28. August 2010 (2. Spieltag) erzielte er zwei Tore. Mit dem MSV Duisburg erreichte er das DFB-Pokal-Finale 2011, wozu Maierhofer mit vier Toren im Laufe des Wettbewerbs beigetragen hatte. Bei der 0:5-Finalniederlage des MSV gegen den FC Schalke 04 wurde Maierhofer allerdings aufgrund einer noch nicht vollständig auskurierten Fußverletzung nicht eingesetzt.
Maierhofer kehrte vorerst nach England zurück, da der MSV Duisburg die finanziellen Mittel für eine Verpflichtung nicht hatte aufbringen können. Im August 2011 kehrte er nach Österreich zum Bundesligisten FC Red Bull Salzburg zurück. In Salzburg trug er wieder das Trikot mit der Rückennummer 9 und sollte dort Joaquín Boghossian ersetzen. Am 7. Jänner 2013 wurde sein Vertrag einvernehmlich aufgelöst.
Zwei Tage später verpflichtete ihn der 1. FC Köln. Sein Debüt für den 1. FC Köln gab er am 20. Spieltag beim 2:1-Sieg im Heimspiel gegen Erzgebirge Aue. Sein einziges Tor für die Kölner erzielte er am 23. Spieltag im Spiel gegen Union Berlin zum 2:0-Endstand. Nachdem sein Vertrag vom 1. FC Köln nicht mehr über die Spielzeit 2012/13 hinaus verlängert worden war, blieb Maierhofer vereinslos, bis er im März 2014 beim englischen Zweitligisten FC Millwall einen bis zum Saisonende gültigen Vertrag unterschrieb. Sein Debüt gab er am 15. März 2014 (36. Spieltag) beim torlosen Unentschieden im Heimspiel gegen Charlton Athletic; seine einzigen beiden Tore in elf Ligaspielen erzielte er am 19. April 2014 (43. Spieltag) beim 2:1-Sieg im Auswärtsspiel gegen den FC Middlesbrough.
Am 19. November 2014 unterschrieb Maierhofer einen Vertrag beim abstiegsgefährdeten österreichischen Bundesligisten SC Wiener Neustadt. Dieser war bis Saisonende 2014/15 befristet, beinhaltete aber eine Ausstiegsklausel für einen allfälligen Auslandstransfer im Winter. Beim 2:0-Sieg im Spiel gegen den Wolfsberger AC gab er seinen Einstand und erzielte den ersten Treffer in der 47. Minute. Obwohl Maierhofer für Wiener Neustadt nur 4 Spiele bestritten hat, vergibt der Verein Maierhofers getragene Rückennummer 39 zu seinen Ehren bis auf weiteres nicht mehr. Der Verein, der zu Saisonende 2014/15 als Tabellenletzter dennoch abstieg, begründete dies folgendermaßen:

„Als Motivator konnte er die Mannschaft in einer schwierigen Phase mit seiner positiven Energie anstecken, und dem SC Wiener Neustadt verhalf er zu bisher selten erlebter öffentlicher Wahrnehmung.“

Am 9. Jänner 2015 verließ er Österreich und kehrte bis Saisonende zum englischen Zweitligisten FC Millwall zurück. Am 12. Februar 2016 gab der slowakische Erstligist und amtierende Meister FK AS Trenčín die Verpflichtung von Maierhofer bis Saisonende 2015/16 bekannt. Am 27. Februar 2016 (20. Spieltag) debütierte Maierhofer in der Mannschaft, die im Heimspiel gegen den ŠK Slovan Bratislava mit 0:2 verlor. Die Slowaken verließ er nach Saisonende wieder.
Im Jänner 2017 wechselte er zurück nach Österreich zum Bundesligisten SV Mattersburg, bei dem er einen bis Juni 2017 gültigen Vertrag erhielt, welcher bis Juni 2018 verlängert wurde. Nach der Saison 2017/18 verließ er Mattersburg.
Am 11. September 2018 wechselte Maierhofer zum FC Aarau in die Schweizer Challenge League, bei dem er einen bis Juni 2019 laufenden Vertrag erhielt. Auch dank Maierhofers starker Leistungen schaffte Aarau den Sprung vom Tabellenende der 2. Schweizer Liga bis an die Tabellenspitze. In einer dramatischen Auf-Abstiegsrunde scheiterte Maierhofer mit den Aargauern an Neuchâtel Xamax. Ende Juni 2019 verlängerte er seinen Vertrag um ein weiteres Jahr. Nach 40 Zweitligaeinsätzen für Aarau verließ er den Verein im Jänner 2020 vorzeitig.
Daraufhin kehrte er nach Österreich zurück und wechselte zur WSG Tirol. Für die Tiroler kam er zu 13 Einsätzen in der Bundesliga und erzielte dabei zwei Tore. Zur Saison 2020/21 wechselte er zum Ligakonkurrenten FC Admira Wacker Mödling, bei dem er einen bis Juni 2021 laufenden Vertrag erhielt. Bei der Admira konnte er sich jedoch nicht durchsetzen und kam zu sieben Einsätzen, wobei er lediglich einmal in der Startelf stand.
Im Jänner 2021 wechselte der 38-Jährige nach siebeneinhalb Spielzeiten wieder nach Deutschland, diesmal zum Zweitligisten Würzburger Kickers, an dem wie am FC Admira Wacker Mödling die Onlinedruckerei Flyeralarm beteiligt ist. In Würzburg kam er zu insgesamt sieben Einsätzen in der 2. Bundesliga, aus der der Verein zu Saisonende allerdings abstieg. Nach einem halben Jahr verließ er die Kickers wieder.
Nach einer Spielzeit ohne Verein kehrte Maierhofer zur Saison 2022/23 nach Österreich zurück und wechselte zum Regionalligisten Kremser SC. In Krems übernahm er zudem den Trainerposten, um sich zukünftig für eine Pro-Lizenz bewerben zu können. Nach einer Saison gab Maierhofer im Sommer 2023 das Ende seiner aktiven Karriere bekannt und begann in der Fußballakademie Burgenland als Talentetrainer.

### Nationalmannschaft
Maierhofer wurde im April 2008 von Josef Hickersberger in den erweiterten Kader für die Europameisterschaft 2008 nominiert. Unter Karel Brückner, der inzwischen die Nachfolge von Hickersberger angetreten hatte, kam er am 20. August 2008 beim 2:2-Unentschieden im Test-Länderspiel gegen Italien zu seinem ersten Einsatz im Nationaltrikot. Sein einziges Tor erzielte er am 5. September 2009 beim 3:1-Sieg über die Färöer-Inseln im Rahmen der Qualifikation zur Weltmeisterschaft 2010.

## Karriere im American Football
Am 12. Mai 2025 wurde bekanntgegeben, dass Stefan Maierhofer künftig für die Vienna Vikings in der European League of Football auf der Position des Kickers spielen wird.

## Erfolge
- Österreichischer Meister 2008 (mit Rapid Wien), 2012 (mit Red Bull Salzburg)
- Österreichischer Cupsieger 2012
- Österreichischer Torschützenkönig 2012 (14 Tore)
- Slowakischer Meister 2016
- Slowakischer Pokalsieger 2016

## Sonstiges
Wegen eines Nasenbeinbruchs musste er lange Zeit eine Spezialmaske tragen, die ihm den Beinamen „Phantom von Hütteldorf“ einbrachte.
Ende Jänner 2009 war er für eine Folge Gastjuror bei Austria’s Next Topmodel.
Am 2. Mai 2016 wurde er bei der 1:3-Niederlage seines Klubs AS Trenčín gegen Spartak Trnava in der ersten slowakischen Fußball-Liga von einem Gegenspieler in die Brust gebissen. Sowohl Maierhofer als auch sein beißender Gegenspieler erhielten die gelbe Karte für die Aktion.